# 张全景
張全景（1931年12月—2022年11月8日），山东省平原县人。前中国人民政治协商会议全国委员会常委、中共中央組織部部長。

## 生平
- 1931年生於山东省平原县
- 1946年，年僅15歲時，參與第二次国共内战，1949年加入中國共產黨。
- 1949年起任山東省委幹部，
- 1985年出任中共山東省委常委、委員，兼任山東省組織部部長，後出任中共山東省紀律檢查委員會書記。
- 1991年升任中共中央組織部副部長，1993年被選為全國政協常委。
- 1994年以64歲之齡接任呂楓，擔任中共中央組織部部長，曾被認為是過渡式人物，原因是他於中共十四大上並沒有入選中央委員會，連中央候補委員都不是，以非中央委員身份出任中央組織部部長，降低中組部權威性。但他仍於1997連任全國政協常委。
- 1999年卸任中共中央組織部部長。

## 接受专访
2006年8月11日，《瞭望东方周刊》记者就党政干部任期、交流、回避等三项规定（《党政领导干部职务任期暂行规定》、《党政领导干部交流工作规定》、《党政领导干部任职回避暂行规定》三个法规文件）中的问题，对其进行专访，张全景提出了“任期、交流、回避制可以突破局限性”、“三个“规定”提出了当前迫切需要解决的问题”、“三个文件既有统一性又有可操作性”和“中国政治上的一大弊端是“官多为患”等观点。
2006年，張全景接受《南方周末》记者采访时提到：“1957年反‘右’之前，民主生活会最好，相互之间能够开展批评与自我批评，被批评的同志还可以作解释。”“反‘右’后，在说真话方面受到影响。”

## 退休生活
1999年退休时，中央领导找其谈话，他用四句话概括退休生活“学习为主，调研为辅，适度锻炼，继续贡献。”